# Базальная мембрана

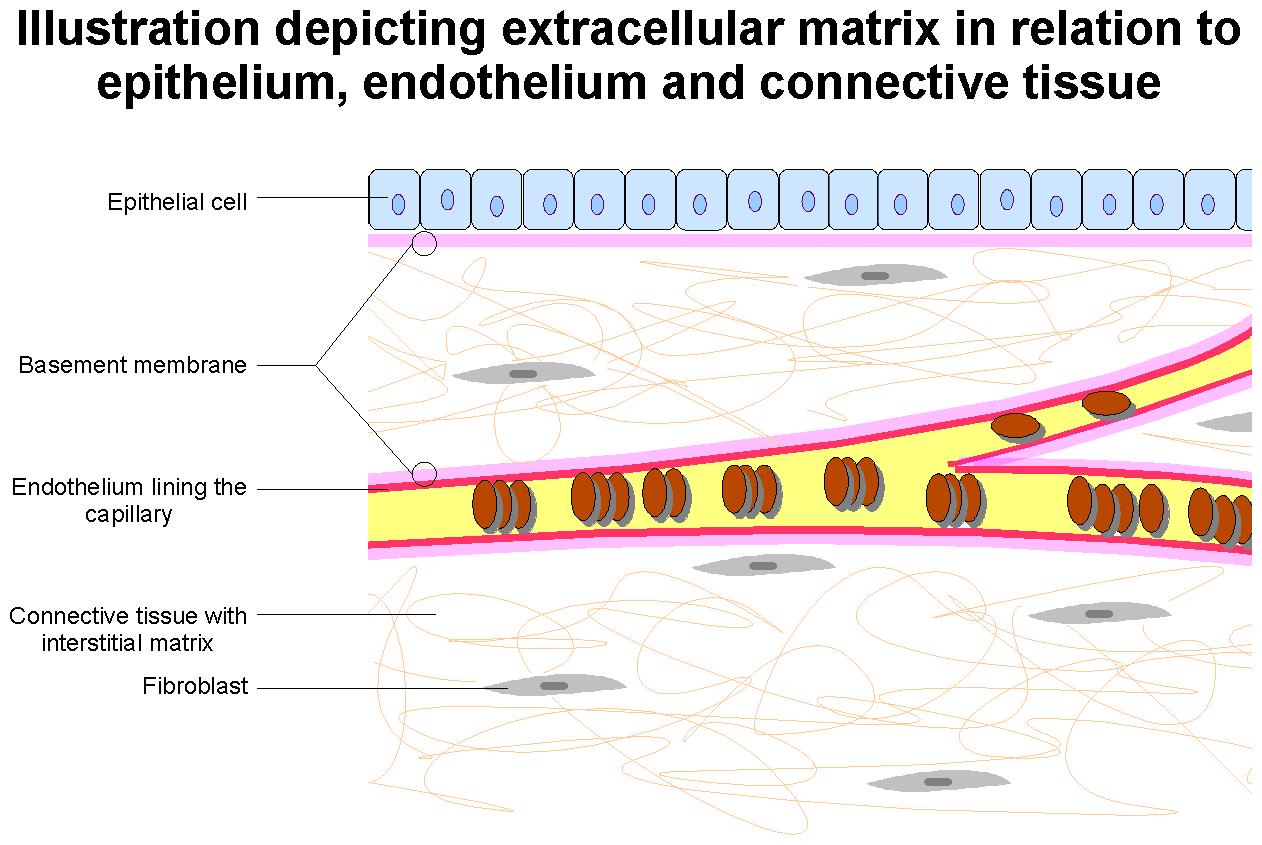
Базальная мембрана (розовый) под эндотелием сосудов и эпителием.

Базальная мембрана — тонкий бесклеточный слой толщиной 20—200 нм, отделяющий соединительную ткань от клеток различного генеза (эпителиальных, мышечных, шванновских — разновидности нервных). Базальная мембрана подстилает все виды эпителия, эндотелий кровеносных сосудов, окружает поперечнополосатые мышечные волокна и гладкие мышечные клетки, кардиомиоциты, шванновские клетки в составе миелиновых нервных волокон, нервные окончания; базальная мембрана входит также в состав синапсов в виде синаптической базальной мембраны. Базальная мембрана состоит из двух пластинок: светлой (лат. lamina lucida) и тёмной (lamina densa). Иногда к тёмной пластинке прилегает образование, называемое фиброретикулярной пластинкой (lamina fibroreticularis).

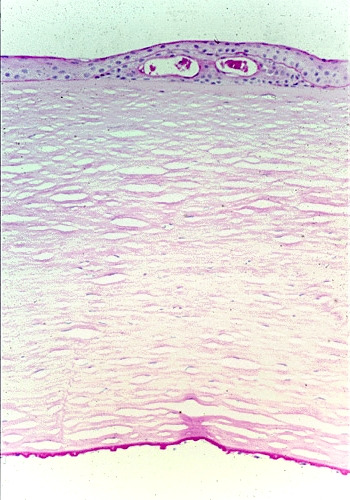
Роговичная дистрофия Фукса: в верхней части среза роговицы при увеличении видна базальная мембрана, обычно отделяющая эпителий роговицы от основного вещества роговицы — стромы. Ближе к центру также заметно эктопическое положение базальной мембраны — она отклоняется и проходит прямо в толще эпителия над двумя кистами. Из обзора Klintworth, 2009.

## Строение базальной мембраны
Базальная мембрана образуется при слиянии двух пластинок: базальной пластинки и ретикулярной пластинки (lamina reticularis). Ретикулярная пластинка соединена с базальной пластинкой с помощью якорных фибрилл (коллаген типа VII) и микрофибрилл (фибриллин). Обе пластинки вместе называются базальной мембраной.
- Светлая пластинка (lamina lucida/lamina rara) — толщина 20—30 нм, светлый мелкозернистый слой, прилежит к плазмалемме клеток (эпителиальных, мышечных, шванновских). В случае эпителиальных клеток от полудесмосом эпителиоцитов вглубь этой пластинки, пересекая её, направляются тонкие якорные филаменты. Содержит протеины, протеогликаны и антиген пузырчатки.
- Темная (плотная) пластинка (lamina densa) — толщина 50—60 нм, мелкозернистый или фибриллярный слой, расположен под светлой пластинкой, обращен в сторону соединительной ткани. В пластинку вплетаются якорные фибриллы, имеющие вид петель (образованы коллагеном VII типа), в который продеты коллагеновые фибриллы подлежащей соединительной ткани. Состав: коллаген IV типа, энтактин, гепарансульфат.
- Ретикулярная (фиброретикулярная) пластинка (lamina reticularis) — состоит из коллагеновых фибрилл и микроокружения соединительной ткани, связанных с якорными фибриллами (многие авторы не выделяют эту пластинку).

Тип контакта базальной мембраны с эпителием: полудесмосома — сходна по строению с десмосомой, но это соединение клеток с межклеточными структурами. Так в эпителиях линкерные гликопротеиды (интегрины) десмосомы взаимодействуют с белками базальной мембраны. Базальные мембраны делят на 2-слойные, 3-слойные, прерывистые, сплошные.
Базальная мембрана прикрепляется к подлежащей ткани посредством фиброретикулярного слоя с помощью 3 механизмов в зависимости от положения Lamina lucida:
1) За счет взаимодействия фиброретикулярного слоя с коллагеном III типа.
2) За счет прикрепления базальной мембраны к эластической ткани посредством фибрилиновых микрофиламетов.
3) За счет полудесмосом и якорных фибрилл из коллагена VII типа.

## Функции базальной мембраны
- Структурная: базальная мембрана объединяет клетки и способствует организации пластов клеток;
- Фильтрационная: в почечных клубочках lamina densa базальной мембраны выполняет функцию фильтрационного барьера, задерживая макромолекулы с молекулярной массой более 69 кД;
- Контроль фенотипа клеток и влияние на различные виды клеточной активности: адгезию, дифференцировку, поляризацию, миграцию, что обусловливает регенерацию тканей и морфогенез;
- Барьерная функция: базальная мембрана предупреждает рост эпителиальных клеток в подлежащую соединительную ткань;
- Влияет на клеточный метаболизм.

## Химический состав базальной мембраны
- Коллаген IV типа — содержит 1530 аминокислот в виде повторов, прерываемых 19 разделяющими участками. Из волокон коллагена IV типа образуется трехмерная сеть, с которой связаны остальные компоненты базальной мембраны. Первоначально белок организуется в антипараллельные димеры, которые стабилизируются дисульфидными связями. Димеры — основной компонент якорных фибрилл. Обеспечивает механическую прочность мембраны. Базальная мембрана гладкомышечных клеток вместо коллагена IV типа содержат коллаген III и V типов.
- Гепарансульфат-протеогликан — участвует в клеточной адгезии, обладает ангигенными свойствами.
- Ламинин — крупномолекулярный белок, который связывает коллаген IV типа с другими компонентами базальной мембраны и клетками.
- Энтактин — имеет палочковидную структуру и связывает между собой ламинины и коллаген IV типа в базальной мембране.
- Другие компоненты (фибронектин, амилоид Р, ацетилхолинэстераза, некоторые компоненты комплемента, мерозин, агрин, фактор фон Виллебранда, тромбоспондин) — имеют ограниченное распределение и выполняют специальные функции в соответствии с их локализацией.